# تفلطح

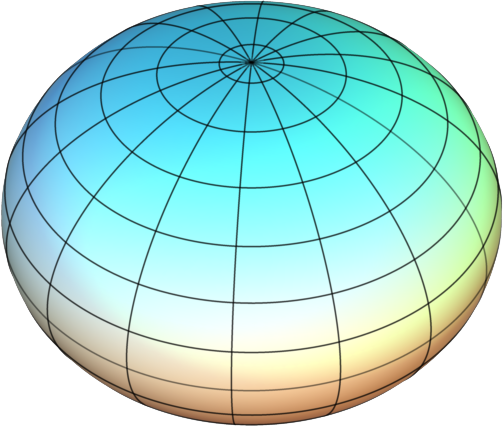

التفلطح هو قياس قيمة انكماش قطبي الكروي المفلطح بإتجاه خط استوائه. فإذا كانت a المسافة من مركز الكروي المفلطح إلى خط استوائه، وb المسافة من مركزه إلى القطب فإن التسطيح يعطى بالعلاقة
{\displaystyle flattening\quad =\quad {\frac {a-b}{a}}}

## التسطيح الأول والثاني والثالث
التسطيح الأول هو f هو الجيب المعكوس للانحراف المركزي الزاوي الكروي ("{\displaystyle \alpha \,\!}") وهي تعادل الفرق النسبي بين نصف القطر الاستوائي a والقطبي b
{\displaystyle f={\mbox{ver}}(\alpha )=2\sin ^{2}\left({\frac {\alpha }{2}}\right)=1-\cos(\alpha )={\frac {a-b}{a}};\,\!}
التسطيح الثاني يعطى بالعلاقة
{\displaystyle f'={\frac {2\sin ^{2}(\alpha /2)}{1-2\sin ^{2}(\alpha /2)}}={\frac {a-b}{b}}}
أما قانون التسطيح الثالث
{\displaystyle f''=n=\tan ^{2}\left({\frac {\alpha }{2}}\right)={\frac {1-\cos(\alpha )}{1+\cos(\alpha )}}={\frac {a-b}{a+b}};\,\!}